# Dzongpen
Dzongpen (bhutanisch རྗོང་དཔོན Wylie rjong-dpon; auch: Dzongpon, Dzongpön, Jongpen, Jongpon, Jongpön) ist in Bhutan die Bezeichnung für die traditionellen Gouverneure oder Dzong-Herren. Vor der Vereinigung von Bhutan kontrollierten die Dzongpen ganze Landstriche. Heute ist ihre Aufgabe nur noch administrativ und die Dzongpen unterstehen komplett dem Königshaus der Wangchuck.
Traditionell bestand Bhutan aus neun Provinzen: Trongsa, Paro, Punakha, Wangdue Phodrang, Daga (auch: Taka, Tarka, Taga), Bumthang, Thimphu, Kurtoed (auch: Kurtoi, Kuru-tod) und Kurmaed (Kurme, Kuru-mad). Die Provinzen Kurtoed und Kurmaed wurden in eine lokale Verwaltung zusammengefasst, wodurch die Zahl der Gouverneure auf acht beschränkt wurde. Während einige der Dzongpen von den so genannten Dzongs aus regierten, führten andere den Titel „Penlop“ (Dzongkha: དཔོན་སློབ Wylie dpon-slob; auch: Ponlop), welcher auch mit der Bezeichnung „Gouvernor“ übersetzt wird. Penlops hatten jedoch noch mehr Macht.
Dzongpens herrschten in Byagha, Dalay, Dalingkote, Ha, Kham, Punakha („Punab“), Singhi, Tashichho Dzong, Thimphu („Thimphub“), Tuwa und Wangdue Phodrang („Wangzob“).
Unter dem Dualen Regierungssystem (Cho-sid-nyi, Dzongkha: ཆོས་སྲིད་གཉིས Wylie chos-srid-gnyis) waren Penlop und Dzongpen theoretisch Herren in ihrem eigenen Herrschaftsbereich, aber Diener des Druk Desi. In der Praxis standen sie jedoch nur unter minimaler zentraler Kontrolle und der Penlop von Trongsa und der Penlop von Paro dominierten die lokalen Herrscher in ihrem jeweiligen Umfeld. Und während alle Gouverneursposten offiziell vom Shabdrung Ngawang Namgyal, und später vom Druk Desi ernannt werden sollten, waren einige Ämter, wie zum Beispiel das des Penlop von Trongsa de facto erblich und wurden nur innerhalb bestimmter Familien weitergegeben. Penlop und Dzongpen hatten oft weitere Regierungsaufgaben, wie das Amt des Druk Desi, Je Khenpo, Gouverneur weiterer Provinzen, oder auch eine zweite oder dritte Amtszeit im selben Amt.

## Geschichte
Unter Bhutans frühem theokratischen Dualen Regierungssystem führte die zunehmend ineffektive Kontrolle durch die Zentralregierung zur faktischen Entmachtung des Shabdrung nach dem Tod des Shabdrung Ngawang Namgyal 1651. In diesem System hatte der Shabdrung über den zeitlichen Druk Desi und den Religionsfürsten Je Khenpo geherrscht. Zwei nachfolgende Shabdrungs – der Sohn (1651) und der Stiefbruder (1680) von Ngawang Namgyal – wurden in Wahrheit bereits durch den Druk Desi und den Je Khenpo beherrscht, bis die Macht noch weiter zersplittert wurde durch die neuerliche Einführung von zahlreichen Shabdrung-Inkarnationen, welche für Sprache, Geist und Körper eingesetzt wurden. Zunehmend säkulare regionale Herren (Penlop und Dzongpen) kämpften vor dem Hintergrund des Bürgerkrieges um die Shabdrung' um die Macht, während zugleich Invasionen aus Tibet und dem Mongolenreich das Land bedrückten. Die Penlop' von Trongsa und von Paro, und die Dzongpen' von Punakha, Thimphu und Wangdue Phodrang waren besonders prominente Figuren im Kampf um regionale Dominanz.

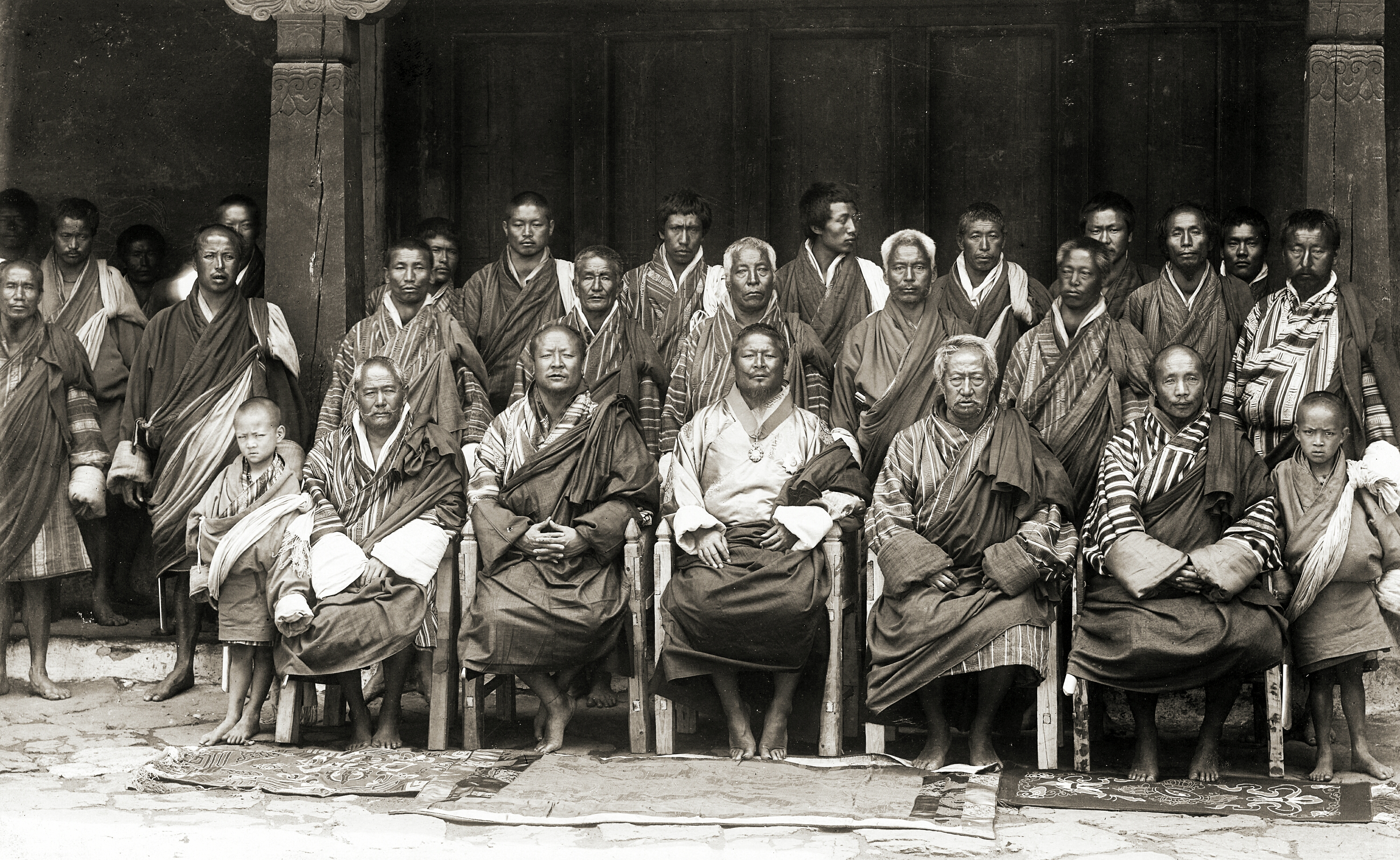
Ugyen Wangchuck im Kreis seiner Ratgeber in Punakha, Bhutan, 1905. Vordere Reihe: Sohn von Thimphu Jongpen, Punakha Jongpen, Thimphu Jongpen, Trongsa Penlop, Zung Donyer, Deb Zimpon und der ältere Sohn von Thimphu Jongpen.

In dieser politischen Landschaft entwickelte sich die Familie Wangchuck (tibetisch དབང་ཕྱུག་རྒྱལ་བརྒྱུད Wylie Dbang-phyug Rgyal-brgyud) aus der Region Bumthang in Zentral-Bhutan zu einem Machtfaktor. Die Familie gehört zum Clan der Nyö und führt sich zurück auf Pema Lingpa, einen bhutanesischen Nyingmapa-Heiligen. Der Nyö-Clan entstand als lokale Herrscherclique und verdrängte viele ältere aristokratische Familien von tibetanischer Abstammung, die mit den Tibetern während der Invasionen in Bhutan kooperierten. Der Clan konnte die erbliche Position der Penlop von Trongsa sichern sowie bedeutende nationale und lokale Regierungspositionen.
Die Penlop' von Trongsa kontrollierten Zentral-Bhutan; die rivalisierenden Penlop' von Paro kontrollierten dagegen West-Bhutan und Dzongpen' kontrollierten die Gebiete im Umfeld ihrer jeweiligen Dzong. Die Östlichen Dzongpens standen generell unter der Kontrolle des Penlop von Trongsa, welcher ab 1853 offiziell die Macht hatte, die Dzongpens zu ernennen. Der Penlop von Paro war im Gegensatz zu dem von Trongsa, ein Amt, welches von der Zentralregierung des Druk Desi ernannt wurde. Und weil die westlichen Regionen, die dem Penlop von Paro unterstanden, lukrative Handelsrouten kontrollierten, wurde das Amt ein Streitobjekt unter den aristokratischen Familien.

## Punakha Dzongpen

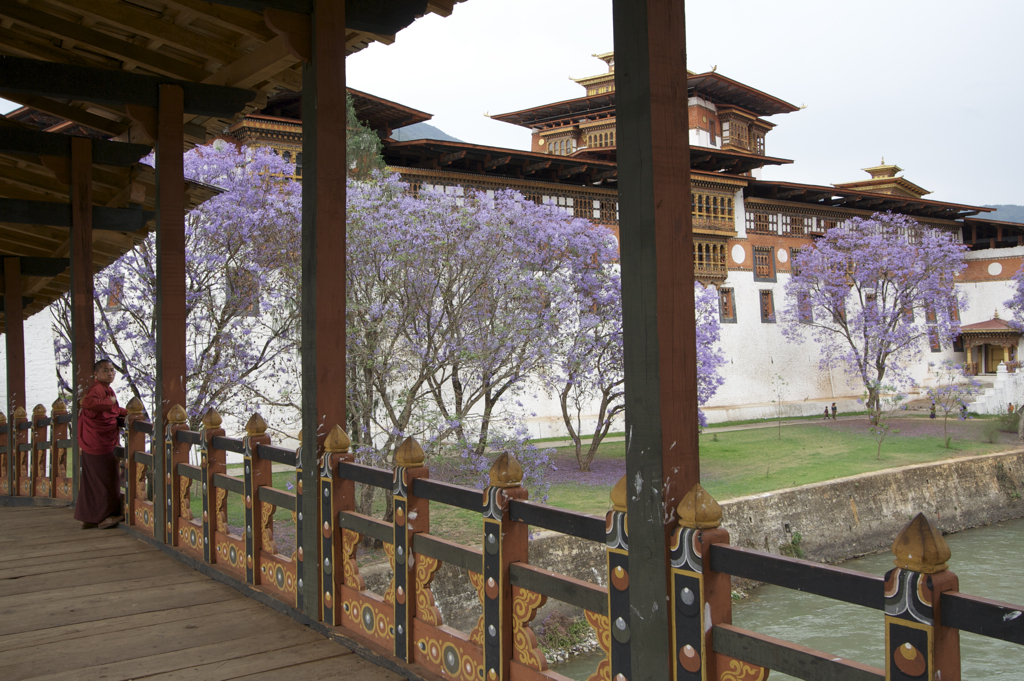
Punakha Dzong, die Verwaltungsfestung der Punabs

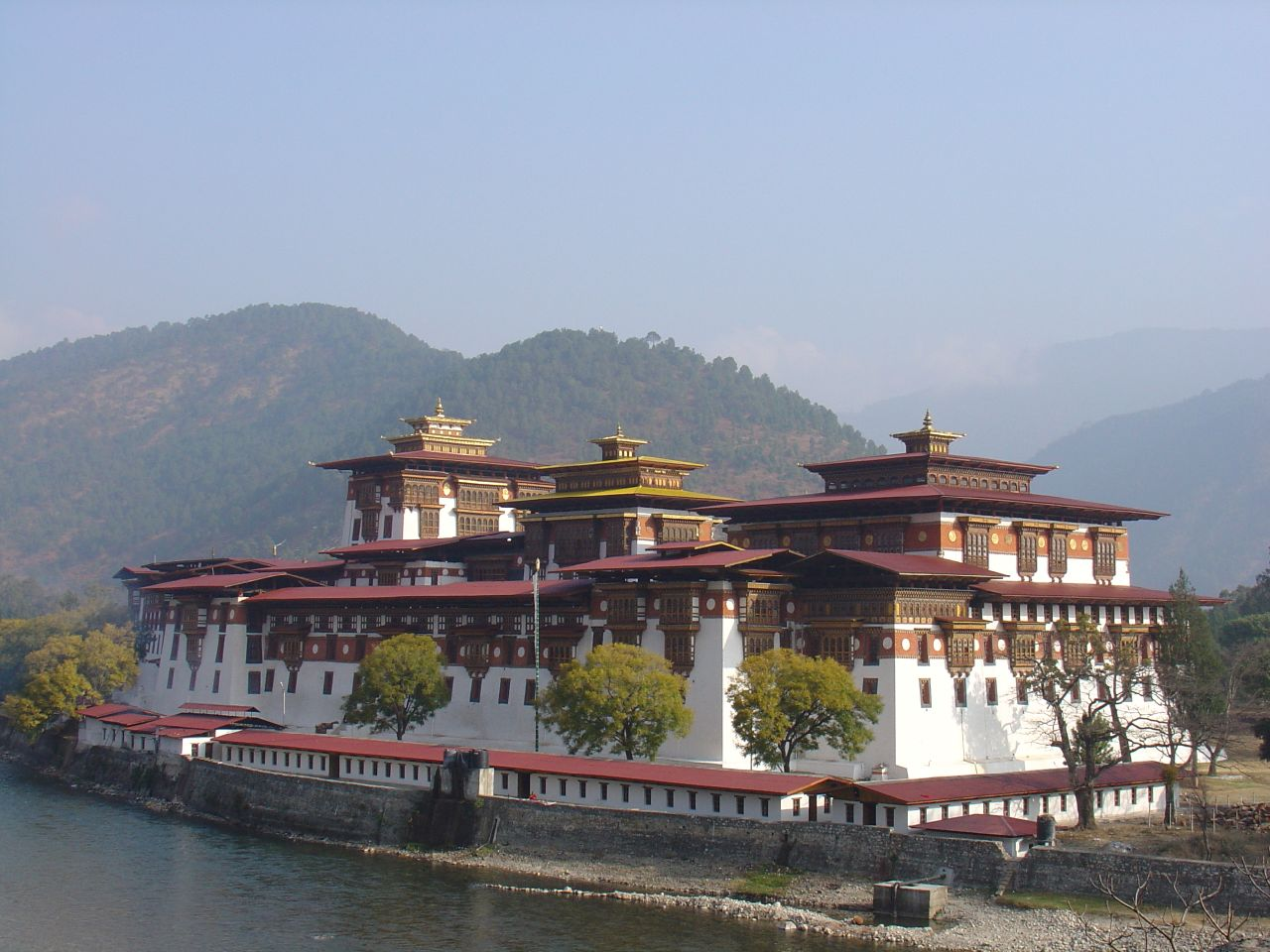
Punakha Dzong mit dem Mo Chhu im Vordergrund.

Die Dzongpen' von Punakha trugen den Titel „Punab“.
| Nummer | Name                   |
| ------ | ---------------------- |
| 1      | Punab Pekar Rubgye     |
| 2      | Punab Tenzin Drukda    |
| 3      | Punab Druk Pelzang     |
| 4      | Punab Tenpa Wangchuck  |
| 5      | Punab Dalub Tobgye     |
| 6      | Punab Dang Tashi       |
| 7      | Punab Damchho Rinchhen |
| 8      | Punab Ngodub           |
| 9      | Punab Phuntsho Dorji   |
| 10     | Punab Thonglay         |
| 11     | Punab Wangchuck        |
| 12     | Punab Wangsha          |

## Thimphu Dzongpen
Die Dzongpen von Thimphu trugen den Titel „Thimphub“.

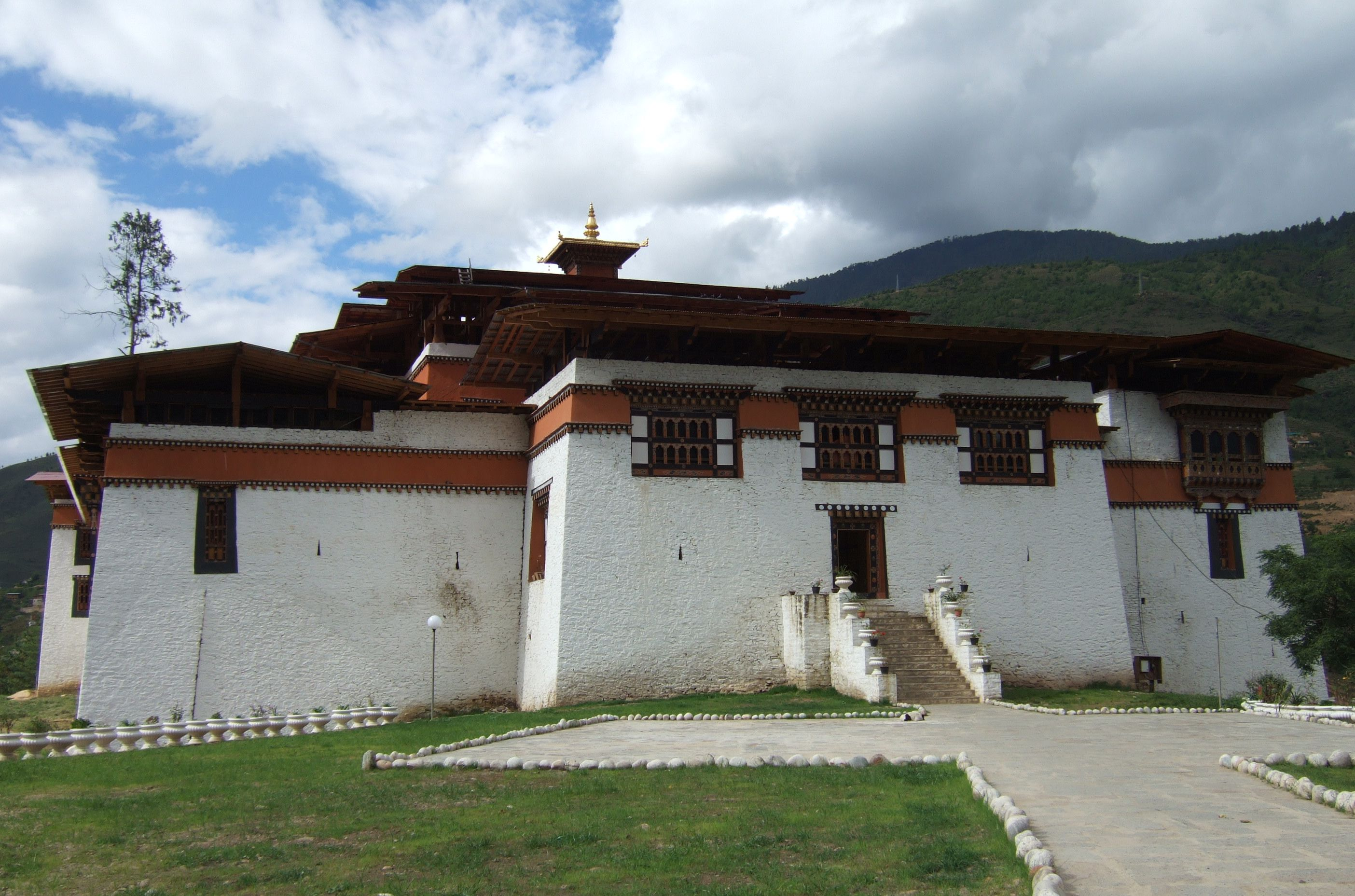
Semtokha-Dzong, historical administrative center of Thimphu.

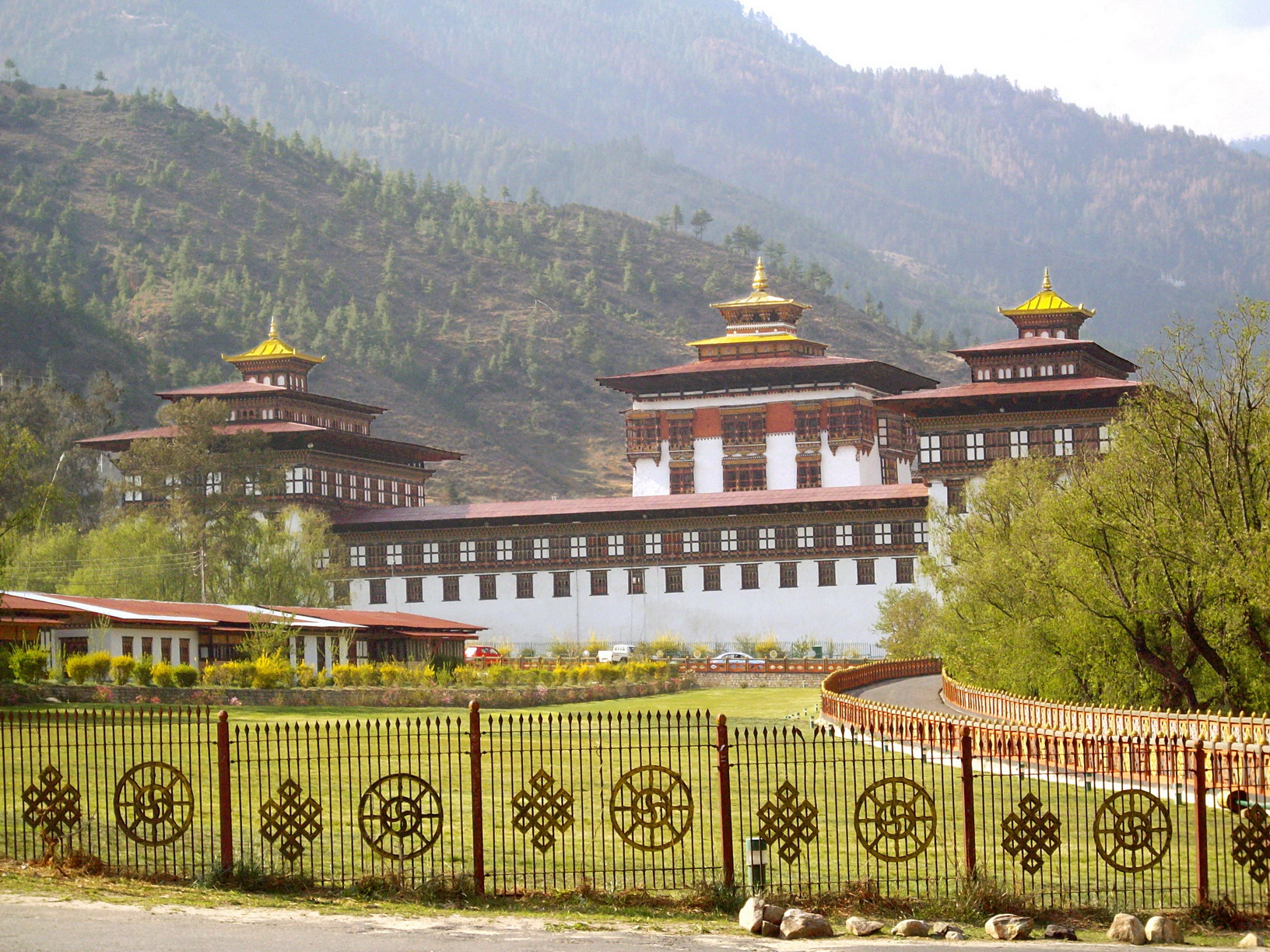
Tashichho-Dzong, Verwaltungsfestung von Thimphu.

| Nummer | Name                                          |
| ------ | --------------------------------------------- |
| 1      | Thimphub Awu Tshering                         |
| 2      | Thimphub Norbu                                |
| 3      | Thimphub Ngwang Gyeltshen                     |
| 4      | Thimphub Tashi Dorji                          |
| 5      | Thimphub Druk Rubgye                          |
| 6      | Thimphub Sonam Drugyel                        |
| 7      | Thimphub Dondub                               |
| 8      | Thimphub Druk Phuntsho                        |
| 9      | Thimphub Druk Tenzin                          |
| 10     | Thimphub Chhoki Gyeltshen (Tshewang Rinchhen) |
| 11     | Thimphub Uma Dewa (Sherub Tharchhin)          |
| 12     | Thimphub Kasha                                |
| 13     | Thimphub Karma Drugyel                        |
| 14     | Thimphub Khasab Tobgye                        |
| 15     | Thimphub Kawang Manghkhel                     |
| 16     | Thimphub Lama Thewang                         |
| 17     | Thimphub Alu Dorji                            |
| 18     | Thimphub Kunzang Thinley                      |
| 19     | Thimphub Pema                                 |
| 20     | Thimphub Kunzang Thinley                      |

## Wangdue Dzongpen

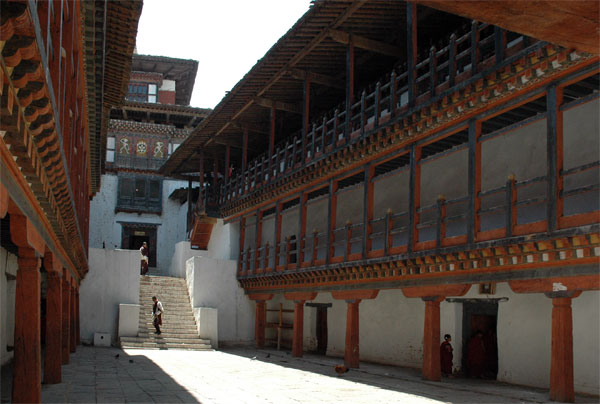
Wangdue Phodrang Dzong.

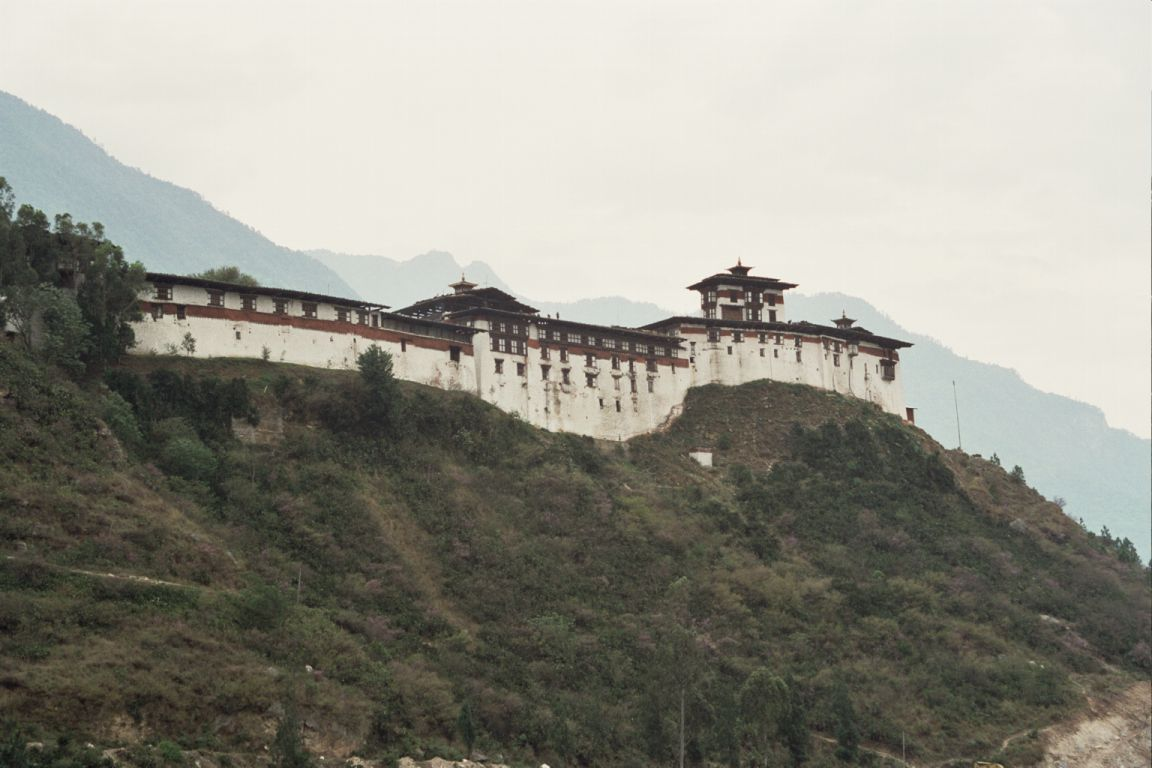
Wangdue Phodrang Dzong.

Die Dzongpen von Wangdue Phodrang trugen den Titel „Wangzob“.
| Nummer | Name                           |
| ------ | ------------------------------ |
| 1      | Wangzob Chhoje Namkha Rinchhen |
| 2      | Wangzob Gedun Chhophel         |
| 3      | Wangzob Ngwang Tshering        |
| 4      | Wangzob Druk Tenzin            |
| 5      | Wangzob Sangye Tenzin          |
| 6      | Wangzob Lepi Sherub            |
| 7      | Wangzob Sonam Lhundup          |
| 8      | Wangzob Sangay                 |
| 9      | Wangzob Kunga Gyeltshen        |
| 10     | Wangzob Phuntsho Namgyel       |
| 11     | Wangzob Dalub Tobgye           |
| 12     | Wangzob Sigay                  |
| 13     | Wangzob Tenzin Namgyel         |
| 14     | Wangzob Kawang Sangay          |
| 15     | Wangzob Angdu                  |
| 16     | Wangzob Jigme Namgyel          |
| 17     | Wangzob Thinley Tobgye         |
| 18     | Wangzob Ashang Jampa           |
| 19     | Wangzob Kodu                   |
| 20     | Wangzob Domchu                 |